# Fort Teremba
Fort Teremba es una antigua fortaleza y una prisión situada cerca Moindou en Nueva Caledonia, un territorio dependiente de Francia en Oceanía. La estructura fue creada para alojar a los presos y el personal de supervisión. Los prisioneros fueron llevados a construir la red de carreteras Canala-Bourail-Boulouparis. Se encuentra cerca de la bahía Teremba (o bien bahía de Uarai), frente a la desembocadura del río de La Foa, 124 kilómetros al norte de Noumea. La fortaleza fue reforzada después de la revuelta de pueblo canaco contra el imperio colonial francés, en 1878, cuando habían asediado la prisión. El espacio fue cerrado en 1898.